# Дупори
Дупори (рос. Дупори) — присілок в Питаловському районі Псковської області Російської Федерації.
Населення становить 12 осіб. Входить до складу муніципального утворення Гавровська волость.

## Історія
Від 2015 року входить до складу муніципального утворення Гавровська волость.

## Населення
| 2001 | 2002 | 2010 |
| ---- | ---- | ---- |
| 20   | ↗23  | ↘12  |